# Samuel García Sánchez
Samuel García Sánchez (Málaga, 13 juli 1990) — alias Samu — is een Spaans voormalig voetballer, die doorgaans speelde als spits. Tussen 2009 en 2019 was hij actief voor Alhaurino, Málaga B, Málaga, Villarreal, Roebin Kazan, Leganés, Levante en opnieuw Málaga.

## Carrière
García speelde in de jeugd voor Dos Hermanas San Andrés, maar in 2009 verkaste de aanvaller om bij CD Alhaurino te gaan spelen. Daar speelde hij één seizoen en in 2010 vertrok hij naar Málaga, waar hij in het belofteteam geplaatst werd. In de zomer van 2013 werd hij door coach Bernd Schuster bij het eerste elftal gehaald en hij tekende al snel zijn eerste professionele contract met de club, dat hem tot medio 2016 in Málaga zou houden. Op 17 augustus 2013 debuteerde de aanvaller op bezoek bij Valencia (0-1 nederlaag). In de tweede helft van het duel mocht García namelijk invallen voor Duda. Het eerste doelpunt van de aanvaller vond plaats op 3 november, toen hij in de blessuretijd scoorde in de derby tegen Real Betis en daarmee de uitslag bepaalde op een 3-2 winst. García verlengde op 8 april 2015 zijn contract bij Málaga met drie jaar, tot de zomer van 2019. Twee maanden later tekende hij een contract tot medio 2020 bij Villarreal, de nummer zes van de Primera División in het voorgaande seizoen. Hiervoor speelde hij in 2015/16 zestien competitiewedstrijden. Hij tekende in juli 2016 vervolgens bij Roebin Kazan, actief in de Premjer-Liga. Na een halfjaar werd hij tot het einde van het seizoen verhuurd aan Leganés. Medio 2017 verliet de Spanjaard Roebin Kazan. Hierop tekende hij voor drie seizoenen bij Levante. In januari 2018 huurde zijn oude club Málaga hem voor een halfjaar. Na zijn terugkeer bij Levante kwam García alleen in een bekerwedstrijd in actie in het eerste elftal en in januari 2019 liet hij zijn contract verscheuren. Hierop besloot García op achtentwintigjarige leeftijd een punt te zetten achter zijn actieve loopbaan.

## Clubstatistieken
| Seizoen | Club         | Competitie       | Competitie | Competitie | Beker | Beker | Internationaal | Internationaal | Totaal | Totaal |
| Seizoen | Club         | Competitie       | Wed.       | Dlp.       | Wed.  | Dlp.  | Wed.           | Dlp.           | Wed.   | Dlp.   |
| ------- | ------------ | ---------------- | ---------- | ---------- | ----- | ----- | -------------- | -------------- | ------ | ------ |
| 2013/14 | Málaga       | Primera División | 27         | 4          | 1     | 0     | —              | —              | 28     | 4      |
| 2014/15 | Málaga       | Primera División | 32         | 5          | 6     | 0     | —              | —              | 38     | 5      |
| 2015/16 | Villarreal   | Primera División | 16         | 2          | 4     | 1     | 6              | 0              | 26     | 3      |
| 2016/17 | Roebin Kazan | Premjer-Liga     | 13         | 0          | 2     | 0     | —              | —              | 15     | 0      |
| 2016/17 | → Leganés    | Primera División | 11         | 0          | 0     | 0     | —              | —              | 11     | 0      |
| 2017/18 | Levante      | Primera División | 11         | 0          | 4     | 0     | —              | —              | 15     | 0      |
| 2017/18 | → Málaga     | Primera División | 7          | 0          | 0     | 0     | —              | —              | 7      | 0      |
| 2018/19 | Levante      | Primera División | 0          | 0          | 1     | 0     | —              | —              | 1      | 0      |
| Totaal  | Totaal       | Totaal           | 117        | 11         | 18    | 2     | 6              | 0              | 141    | 13     |